# Батерс (Северна Каролина)
Батерс (енгл. Butters) насељено је место без административног статуса у америчкој савезној држави Северна Каролина.

## Демографија
По попису из 2010. године број становника је 294, што је 33 (12,6%) становника више него 2000. године.
| Група             | 2000.       | 2010.       |
| Белци             | 242 (92,7%) | 274 (93,2%) |
| Афроамериканци    | 12 (4,6%)   | 13 (4,4%)   |
| Азијати           | 0 (0,0%)    | 0 (0,0%)    |
| Хиспаноамериканци | 6 (2,3%)    | 8 (2,7%)    |
| Укупно            | 261         | 294         |